# Lijst van voetbalinterlands Cambodja - Indonesië
Deze lijst van voetbalinterlands is een overzicht van alle officiële voetbalwedstrijden tussen de nationale teams van Cambodja en Indonesië. De landen hebben tot op heden 24 keer tegen elkaar gespeeld. De eerste ontmoeting, een vriendschappelijke wedstrijd, vond plaats op 6 augustus 1965 in Pyongyang (Noord-Korea). Het laatste duel, een groepswedstrijd tijdens de Zuidoost-Azië Cup 2022, werd gespeeld in Jakarta op 23 december 2022.

## Wedstrijden
| №  | Plaats              | Datum             | Competitie                      | Wedstrijd                  | Uitslag |
| -- | ------------------- | ----------------- | ------------------------------- | -------------------------- | ------- |
| 1  | Pyongyang           | 6 augustus 1965   | Vriendschappelijk               | Indonesië − Cambodja       | 0 − 0   |
| 2  | Bangkok             | 15 november 1970  | Vriendschappelijk               | Khmerrepubliek − Indonesië | 1 − 4   |
| 3  | Bangkok             | 31 mei 1971       | Azië Cup 1972 kwalificatie      | Khmerrepubliek − Indonesië | 2 − 0   |
| 4  | Jakarta             | 15 juni 1972      | Vriendschappelijk               | Indonesië − Khmerrepubliek | 4 − 0   |
| 5  | Seoel               | 26 september 1973 | Vriendschappelijk               | Khmerrepubliek − Indonesië | 3 − 2   |
| 6  | Seoel               | 18 mei 1974       | Vriendschappelijk               | Indonesië − Khmerrepubliek | 1 − 1   |
| 7  | Bangkok             | 15 december 1974  | Vriendschappelijk               | Indonesië − Khmerrepubliek | 1 − 1   |
| 8  | Chiang Mai          | 6 december 1995   | Zuidoost-Aziatische Spelen 1995 | Indonesië − Cambodja       | 10 − 0  |
| 9  | Singapore           | 7 september 1996  | Zuidoost-Azië Cup 1996          | Indonesië − Cambodja       | 3 − 0   |
| 10 | Jakarta             | 6 april 1997      | WK 1998 kwalificatie            | Indonesië − Cambodja       | 8 − 0   |
| 11 | Phnom Penh          | 27 april 1997     | WK 1998 kwalificatie            | Cambodja − Indonesië       | 1 − 1   |
| 12 | Bandar Seri Begawan | 31 juli 1999      | Zuidoost-Aziatische Spelen 1999 | Indonesië − Cambodja       | 1 − 0   |
| 13 | Phnom Penh          | 30 oktober 1999   | Azië Cup 2000 kwalificatie      | Cambodja − Indonesië       | 1 − 5   |
| 14 | Jakarta             | 20 november 1999  | Azië Cup 2000 kwalificatie      | Indonesië − Cambodja       | 9 − 2   |
| 15 | Jakarta             | 22 april 2001     | WK 2002 kwalificatie            | Indonesië − Cambodja       | 6 − 0   |
| 16 | Phnom Penh          | 29 april 2001     | WK 2002 kwalificatie            | Cambodja − Indonesië       | 0 − 2   |
| 17 | Jakarta             | 17 december 2002  | Zuidoost-Azië Cup 2002          | Indonesië − Cambodja       | 4 − 2   |
| 18 | Hanoi               | 13 december 2004  | Zuidoost-Azië Cup 2004          | Cambodja − Indonesië       | 0 − 8   |
| 19 | Jakarta             | 21 augustus 2008  | Vriendschappelijk               | Indonesië − Cambodja       | 7 − 0   |
| 20 | Jakarta             | 7 december 2008   | Zuidoost-Azië Cup 2008          | Indonesië − Cambodja       | 4 − 0   |
| 21 | Sidoarjo            | 25 september 2014 | Vriendschappelijk               | Indonesië − Cambodja       | 1 − 0   |
| 22 | Phnom Penh          | 8 juni 2017       | Vriendschappelijk               | Cambodja − Indonesië       | 0 − 2   |
| 23 | Singapore           | 9 december 2021   | Zuidoost-Azië Cup 2020          | Indonesië − Cambodja       | 4 − 2   |
| 24 | Jakarta             | 23 december 2022  | Zuidoost-Azië Cup 2022          | Indonesië − Cambodja       | 2 − 1   |

## Samenvatting
| Competitie                 | Totaal gespeeld | Winst Cambodja | Gelijk | Winst Indonesië | Doelsaldo Cambodja – Indonesië |
| -------------------------- | --------------- | -------------- | ------ | --------------- | ------------------------------ |
| WK-kwalificatie            | 4               | 0              | 1      | 3               | 1 − 17                         |
| Azië Cup-kwalificatie      | 3               | 1              | 0      | 2               | 5 − 14                         |
| Zuidoost-Azië Cup          | 6               | 0              | 0      | 6               | 5 − 25                         |
| Zuidoost-Aziatische Spelen | 2               | 0              | 0      | 2               | 0 − 11                         |
| Vriendschappelijk          | 9               | 1              | 3      | 5               | 6 − 22                         |
| Totaal                     | 24              | 2              | 4      | 18              | 17 − 89                        |

Wedstrijden bepaald door strafschoppen worden, in lijn met de FIFA, als een gelijkspel gerekend.